# Chaumont (Alt Marne)
Chaumont és un municipi francès capital del departament de l'Alt Marne (regió del Gran Est). L'any 2005 tenia 23.800 habitants.

## Fills il·lustres
- J. Lemaire (1581 - vers 1650) matematic i teoric musical.

## Administració
| Període                              | Identitat          | Partit | Qualitat |
| ------------------------------------ | ------------------ | ------ | -------- |
| març 2001                            | Jean-Claude Daniel | PS     |          |
|                                      | Cyril de Rouvre    |        |          |
|                                      | Georges Berchet    | UDF    |          |
| Les dades anteriors són desconegudes |                    |        |          |

## Demografia
| 1962   | 1968   | 1975   | 1982   | 1990   | 1999   |
| ------ | ------ | ------ | ------ | ------ | ------ |
| 23.025 | 26.067 | 27.226 | 27.554 | 27.041 | 25.996 |